# Paracobitis
Paracobitis és un gènere de peixos de la família dels balitòrids i de l'ordre dels cipriniformes.

## Distribució geogràfica
Es troba a Àsia (Turquia, l'Iran, l'Afganistan, la Xina -Guizhou, Sichuan i Guangxi- i el Vietnam, incloent-hi les conques dels rius Tigris i Eufrates).

## Taxonomia
- Paracobitis acuticephala (Zhou & He, 1993)
- Paracobitis anguillioides (Zhu & Wang, 1985)[3]
- Paracobitis boutanensis (McClelland & Griffith, 1842)[4]
- Paracobitis erhaiensis (Zhu & Cao, 1988)[5]
- Paracobitis ghazniensis (Banarescu & Nalbant, 1966)[6]
- Paracobitis hagiangensis (Nguyen, 2005)
- Paracobitis iranica (Nalbant & Bianco, 1998)[7]
- Paracobitis malapterura (Valenciennes, 1846)[8]
- Paracobitis maolanensis (Li, Ran & Chen, 2006)[9]
- Paracobitis oligolepis (Cao & Zhu, 1989)[10]
- Paracobitis phongthoensis (Nguyen, 2005)
- Paracobitis posterodorsalus (Li, Ran & Chin, 2006)[11]
- Paracobitis potanini (Günther, 1896)[12]
- Paracobitis pulsiz (Krupp, 1992)
- Paracobitis rhadinaeus (Regan, 1906)[13]
- Paracobitis tigris (Heckel, 1843)
- Paracobitis variegatus (Dabry de Thiersant, 1874)[14]
- Paracobitis vignai (Nalbant & Bianco, 1998)[7]
- Paracobitis wujiangensis (Ding & Deng, 1990)[15][16][17][2][18][19][20]

## Observacions
Només Paracobitis oligolepis apareix a Llista Vermella de la UICN.